# Баралаба
Баралаба (англ. Baralaba) — город (основан в начале XX века) в Квинсленде, Австралия. Входит в состав графства Банана.

## Географическое положение
Город Баралаба расположен в центральной части штата, менее чем на километр восточнее реки Досон (Dawson), в 143 км от Рокгемптона, в 150 км от Гладстона и 694 км от Брисбена. Город находится в зоне каменноугольного бассейна Боуэн (Bowen Basin) — одной из крупнейших в Австралии залежей каменного угля. Примерно в 14 километрах от Баралабы находится гора Рамсей (Ramsay).

## История
История города началась в 1901 году с исследования окрестностей компанией Доусон-Ривер Энтресайт Проспектин Компани (Dawson River Anthracite Prospecting Company), занимавшейся поиском и разработкой месторождений угля. Добыча природных ископаемых выросла до промышленных масштабов с открытием в 1916 году угольной шахты штата и открытием месторождения золота в 1921 году компанией Маунт-Морган Голд Майнин Компани (Mount Morgan Gold Mining Company). Фактором развития горнодобывающей промышленности в районе стала построенная в 1917 году железнодорожная линия от Ранса (Rannes) до Баралабы. Первым пожеланием жителей молодого города было открытие школы для их детей. Через год была открыта временная палаточная школа, а десятью годами позже построили здание первой постоянной школы, теперь в нём располагается администрация.
Переход месторождения Маунт-Морган в собственность компании Доусон-Валли Кол Ко (Dawson Valley Coal Co) принёс стабильность в жизнь поселения. Рост инфраструктуры Баралабы происходил несколько необычным путём. Сначала, в 1924 году были построены англиканская и католическая церкви. Затем, в 1926 году открылась больница. И лишь через два года была построена городская гостиница. В апреле того же, 1928 года произошло крупное наводнение, приведшее к обрушению угольной шахты штата и её последующему закрытию. Развитие фермерского хозяйства сдерживала постоянная борьба с опунцией, но к началу 1930-х годов уничтожение этого растения шло полным ходом и достигло апогея в середине десятилетия. Землю с истекшим сроком аренды стали продавать в первые послевоенные годы, что способствовало появлению местных земледельцев и животноводов в 1940-х годах.
В 1969 году добычу угля прекратили, и с тех пор население Баралабы уменьшилось. Город перепрофилировался на выпуск сельскохозяйственной продукции, в основном на выращивание сорго, пшеницы и хлопка. В 1976 году, после постройки плотины Невил-Хьюитт (Neville Hewitt Weir) на реке Досон, в Баралабе появилась водопроводная сеть. Город не был большим, но насчитывал два банка, два универсальных магазина, две пекарни и три текстильных магазина.

## Название
Баралаба (Высокая гора) — так местное коренное население называло местность у горы Рамсей в долине реки Досон. 15 января 1917 года Департамент железных дорог присвоил это аборигенное название новой железнодорожной станции в шахтёрском посёлке, которое затем распространилось и на само поселение.

## Экономика
В предыдущие годы в районе города действовали две угольные шахты, которые впоследствии были закрыты. Однако в 2005 году добыча угля на одной из этих шахт была возобновлена. Ныне она является собственностью компании Кокату Кол Лимитед (Cockatoo Coal Limited). Компания планирует увеличить количество добываемого угля. На период с 12 декабря 2008 года по 30 июня 2009 года на шахте Баралабы было добыто 238,784 тонн угля.
На сегодняшний день местная экономика сориентирована на производство говядины. Также некоторое значение в экономике города играет выращивание зерновых культур и деревообрабатывающая промышленность.

### Транспорт
Город расположен на дорогах Баралаба-Вурабинда (Baralaba-Woorabinda Road) и Баралаба-Ранс (Baralaba-Rannes Road).
В 33 км к востоку от Баралабы проходит шоссе Лейхгардт (Leichhardt Highway).
Через город проходит железнодорожная линия Ранс — Тиодор. Неподалёку от города находится аэродром, принимающий частные и коммерческие воздушные суда.

## Здравоохранение
Единственное медицинское учреждение города — больница Баралаба-Хоспитал (Baralaba Hospital). Ближайшими от неё головными медицинскими учреждениями являются Рокгемптон-Хоспитал (Rockhampton Hospital) в 125 километрах и Принц-Чарльз-Хоспитал (The Prince Charles Hospital) в 600 километрах. Непосредственно в самой больнице оказывается помощь по таким направлениям как: общая медицина, педиатрия, несчастные случаи и чрезвычайные ситуации, паллиативная помощь, рентгенография и фармацевтика.
В апреле 2008 года властям Баралабы пришлось эвакуировать больницу из-за большого количества обнаруженных в её здании красноспинных пауков, относящихся к роду чёрных вдов.

### Экология
В окрестностях города действует мини-завод по переработке некоторых видов отходов, таких как стекло и моторное масло.

## Образование
В городе действует начальная и средняя школа (Baralaba State School). В школе ведётся 10-летнее обучение, также проводится дошкольное обучение детей с 5 лет.

## Туризм и отдых
В городе имеются поле для гольфа, теннисные корты, поле для игры в боулз, выставка на открытом воздухе, а на реке можно заняться парусным спортом и водными лыжами. Альпинисты могут насладиться захватывающими видами с вершины горы Рамсей. Посетителям города предлагают посетить заброшенную угольную шахту и историческую деревню — реконструкцию посёлка шахтёров начала XX века. Также многие гости города приезжают сюда на рыбалку к плотине на реке Досон (каждый октябрь здесь проводится соревнование по лову рыбы Saratoga Classic Fishing Comp) и для прогулок по бушу. В первую неделю мая проводится Баралаба-шоу. Ежегодно в городе проводится выставка искусств.
В Баралабе и окрестностях находятся две гостиницы и кемпинг:
- Баралаба-Хотел (Baralaba Hotel)
- Кантри-Караван-Парк-Кабинс-Баралаба (Country Caravan Park Cabins Baralaba) — кемпинг на дороге в Вурабинду.
- Майелла-Фармстей-Хотел (Myella Farmstay Hotel) — гостиница-ранчо, находящаяся в сельской местности и специализирующаяся на агротуризме. Здесь можно на время стать жителем австралийской глубинки: ездить верхом на лошади, на мотоцикле, подоить коров, понаблюдать за кенгуру в естественной среде обитания и многое другое.